# Betula coriaceifolia
Betula coriaceifolia är en björkväxtart som beskrevs av Viktor Nikolayevich Vassiljev. Betula coriaceifolia ingår i släktet björkar, och familjen björkväxter. Inga underarter finns listade.